# Liste der Kulturdenkmale in Höfgen (Grimma)
In der Liste der Kulturdenkmale in Höfgen sind die Kulturdenkmale des Grimmaer Ortsteils Höfgen verzeichnet, die bis Juli 2024 vom Landesamt für Denkmalpflege Sachsen erfasst wurden (ohne archäologische Kulturdenkmale). Die Anmerkungen sind zu beachten.
Diese Aufzählung ist eine Teilmenge der Liste der Kulturdenkmale in Grimma.

## Höfgen
| Bild                                    | Bezeichnung | Lage                               | Datierung | Beschreibung | ID       |
| --------------------------------------- | --- | ---------------------------------- | --- | --- | -------- |
| Direkt Bild zu diesem Denkmal hochladen | Pestfriedhof Höfgen (Sachgesamtheit) | (Flurstück 97) (Karte)             | 18. Jahrhundert | Sachgesamtheit Pestfriedhof Höfgen, ehemaliger Friedhof mit erhaltenen Trockenmauern (Sachgesamtheitsteil); am Messeweg gelegen, Geschichtswert, Seltenheitswert. Umfriedet von einer Bruchsteinmauer. | 08966533 |
|                                         | Wohnstallhaus, Seitengebäude und Scheune eines Dreiseithofes sowie Einfriedungsmauer und Toranlage                                                              | Höfgener Dorfstraße 2 (Karte)      | Bezeichnet mit 1828, im Kern älter | Reizvolle Hofanlage in ortsbildprägender Situation gegenüber dem Kirchberg, Wohnstallhaus Obergeschoss Fachwerk mit Wilder-Mann-Figur, Einfriedung als kleine Bruchstein-Ziegel-Mauer, wissenschaftlich-dokumentarischer Wert, baugeschichtlich von Bedeutung. - Wohnstallhaus: zweigeschossig, Erdgeschoss massiv, Obergeschoss Sichtfachwerk, Satteldach, Giebelspitze verbrettert, saniert, Fachwerk, unter anderem Wilder Mann, Haustürportal aus Sandstein, Schlussstein im Korbbogen bezeichnet mit 1828 - Scheune: Bruchstein-Mauerwerk, Giebelspitze verbrettert, Satteldach, vor 1800 - Stall: Erdgeschoss Bruchstein-, Obergeschoss Ziegel-Mauerwerk, Satteldach, Ende 19. Jahrhundert - kleine Bruchstein-Ziegel-Mauer und ein Torpfeiler, alles neue Biberschwanz-Ziegeldeckung | 08966532 |
|                                         | Wohnstallhaus (Nr. 6), Seitengebäude (Nr. 4) und Scheune eines Bauernhofes                                                                                      | Höfgener Dorfstraße 4, 6 (Karte)   | Bezeichnet mit 1806 | Wohnstallhaus Obergeschoss strebenreiches Fachwerk, Seitengebäude zum Teil mit Fachwerk-Obergeschoss, dokumentarischer Wert, bedeutsame Lage im Ortsgefüge, baugeschichtlich von Bedeutung. - Wohnstallhaus: giebelständig, Obergeschoss Fachwerk ehemals verputzt, ziegelgedecktes Satteldach, ein Stein vom Korbbogenportal bezeichnet mit 1806 (Rochlitzer Porphyrtuff) - Rest der Scheune: Satteldach, Fachwerkbau um 1800 mit Anbau um 1895 - Nebengebäude: Erdgeschoss massiv, Obergeschoss Sichtfachwerk, ziegelgedecktes Satteldach - daran anschließend Wohnanbau (Auszugshaus): zweigeschossig, zwei Achsen zur Straße hin, Putzbau, Sohlbänke aus Kunststein, Kunststofffenster entstellend, Ziegel-Satteldach | 08966531 |
| Weitere Bilder                          | Kirche mit Ausstattung sowie ehemaliger Kirchhof mit Eisenkreuz auf Sockel vor der Kirche                                                                       | Höfgener Dorfstraße 7 (Karte)      | 12. Jahrhundert, spätere Umbauten (Kirche); Mitte 13. Jahrhundert (Sakramentsnische); 14. Jahrhundert (Taufstein); nach 1604 (Sandsteingrabplatte); 1803 (Orgel)                 | Spätgotische Saalkirche mit romanischem Kern, gedrungener Westturm, eindrucksvolle Lage im Landschaftsraum auf dem ehemaligen Burgberg, Kirchhof mit struktur- und raumbildender Bepflanzung, baukünstlerische, ortshistorische und baugeschichtliche Bedeutung. Altarraum und Altar bezeichnet mit 1695, Eisenkreuz (um 1840) auf gestuftem Sockel aus Rochlitzer Porphyrtuff. - Kirchhof einer Dorfkirche, erbaut im 19. Jahrhundert, in ortsbeherrschender Lage - Einfriedung: teilweise Bruchstein-Stützmauer mit Bruchsteinabdeckung, Eingang mit Freitreppe von Norden (zwei gemauerte Torpfeiler, verputzt, mit Biberschwanz-Abdeckung) - Friedhof aufgegeben (ehemaliger Pestfriedhof ist Gemeindefriedhof) - Vegetation: ortsbildprägender Großbaumbestand, darunter akzentuierende Linde (Altbaum) und Robinie (Altbaum) - starke Geländebewegung, teilweise Felsen (Granitporphyr) hervortretend, Kirche erhöht, Rest früherer Erschließungstreppen am Nordhang, Aussicht über das Dorf und in die Landschaft - Hochkreuz (Eisen) mit Sockel aus Porphyrtuff Leichenhalle (Erfassung Gebäude) und Grabmale nicht mehr vorhanden. | 08966536 |
| Weitere Bilder                          | Mühlengebäude (mit Stallanbau, Wasserrad und Backofen), heute Museum (Wassermühle Höfgen)                                                                       | Höfgener Dorfstraße 8 (Karte)      | 1721 urkundlich erwähnt | Fachwerkgebäude, Bedeutung für Ortsgeschichte und Technikgeschichte, Volksbildung und Ortsbild, wichtiger Bestandteil der Kulturlandschaft. 1721 urkundlich erwähnt, Museum, Fachwerkbau, straßenseitiger Teil massiv, Satteldach mit Ziegeldeckung, flussseitige Giebelspitze verbrettert, Rückseite mit Backofen und Keller, alte Mühlsteine, funktionstüchtiges Mühlrad. | 08966528 |
|                                         | Pfarrhof mit Pfarrhaus (Nr. 9) und Seitengebäude (Wohnstallhaus, Nr. 11) sowie Bergkeller, Einfriedungsmauer und Toreinfahrt                                    | Höfgener Dorfstraße 9, 11 (Karte)  | Um 1800 (Seitengebäude); bezeichnet mit 1832 (Pfarrhaus) | Ortsbildgestaltende Hofanlage, Pfarrhaus Putzbau mit klassizistischem Türportal, Seitengebäude Obergeschoss Fachwerk, heute kirchliches Freizeitheim, orts- und baugeschichtlich von Interesse, ehemals Pfarrhof. - Ehemaliges Wohnstallhaus: Erdgeschoss und ein Giebel massiv, Obergeschoss Sichtfachwerk, ziegelgedecktes Satteldach, saniert - Wohnhaus: zweigeschossig, sieben Achsen, Putzbau, ausgebautes Dachgeschoss, Krüppelwalmdach, original: Haustür rückseitig mit Porphyrtuffportal bezeichnet mit 1832, einige Fenster - Einfriedung: Bruchsteinmauer, Toreinfahrt, Klinkerpfeiler mit Ziegeldeckung | 08966535 |
| Weitere Bilder                          | Gasthof, mit Gasthaus und Seitengebäude (Gasthaus Zur Wassermühle, Gasthaus Zur Mühle)                                                                          | Höfgener Dorfstraße 10 (Karte)     | Vor 1800 | Ortsgeschichtlich von Bedeutung, zweigeschossiges massives Gasthaus, Stallscheune in Fachwerkbauweise, wissenschaftlich-dokumentarischer Wert. Zweigeschossig, Putzfassade, Krüppelwalmdach, Stallscheune: Obergeschoss mit Fachwerk, Erdgeschoss massiv im Stallteil, Krüppelwalmdach mit Ziegeldeckung, denkmalpflegerische Genehmigung. | 08966527 |
|                                         | Wohnstallhaus (Nr. 12), Seitengebäude (mit Kumthalle, Nr. 14) sowie ein weiteres Seitengebäude und Scheune eines Vierseithofs, mit Hofpflasterung und Vorgarten | Höfgener Dorfstraße 12, 14 (Karte) | Bezeichnet mit 1716 (Nr. 12, Wohnstallhaus); Umbau bezeichnet mit 1806 (Nr. 12, Wohnstallhaus); bezeichnet mit 1854 (Scheune); 2. Hälfte 19. Jahrhundert (Nr. 14, Seitengebäude) | Eindrucksvolle Hofanlage, geschlossen erhaltener Vierseithof in ortsbildprägender Lage, Zeugnis der dörflichen Entwicklung, Wohnstallhaus ein Fachwerkbau mit K-Streben (altertümliche Konstruktion), für die Bauforschung von Interesse, orts- und baugeschichtlich von Bedeutung. - Wohnstallhaus (bezeichnet mit 1716 am Fachwerk und bezeichnet mit 1806 am Portal): zweigeschossig, Erdgeschoss Bruchstein-Mauerwerk, Obergeschoss Fachwerk mit Lehmausfachung, Reste von Verblattungen, ehemals vermutlich Umgebinde, Korbbogenportal aus Rochlitzer Porphyrtuff bezeichnet mit 1806, Satteldach ziegelgedeckt mit Fledermausgaupen - Stall: selten, das Obergeschoss Fachwerk mit zwölfer Ziegelverblendung, Satteldach ziegelgedeckt mit Fledermausgaupen, Giebel Bruchstein-Mauerwerk, Durchfahrt, Rückseite Fachwerk mit Ziegelausfachung - Scheune: massiv mit oberem Fachwerkteil, ziegelgedecktes Satteldach, bezeichnet mit 1854, Rückseite mit Lehmsteinen, Wohnstallhaus mit Kumthalle, zwei Pfeiler, Bruchstein-Mauerwerk mit Natursteingewänden, Satteldach, Ziegeldeckung, um 1870, ist Nummer 14, Straßenseite mit Speicheröffnung und originalen Jalousieblenden - Hofpflasterung - Vorgarten                                                                                   | 08966529 |
| Direkt Bild zu diesem Denkmal hochladen | Friedhof Höfgen (Sachgesamtheit) | Höfgener Dorfstraße 21 (Karte)     | 19. Jahrhundert | Sachgesamtheit Friedhof Höfgen, mit folgenden Einzeldenkmalen: Einfriedungsmauer, Leichenhaus und Grabstelle der Pfarrersfamilie Müller mit Einfassung (09302389) sowie mit der Friedhofsgestaltung (Gartendenkmal); in landschaftlicher Lage, landschaftsprägend, ortsgeschichtlich und gartenhistorisch von Interesse, mit struktur- und raumbildender Bepflanzung, Seltenheitswert. - Einfriedung: Bruchstein-Mauerwerk mit schräger Ziegeldeckung, zwei Torpfeiler mit Dekor-Firstziegeln - Grab Pfarrersfamilie Müller aus Rochlitzer Porphyrtuff und zwei Kupferplatten: Arthur 1921–1941 (Nord-Afrika) und Einfassung - Grab Bürgermeister Julius Robert Döge (16. Mai 1831 – 12. Juli 1925) und Einfassung - ummauerter Kirchhof in ortsferner Lage, ehemaliger Pestfriedhof, als Dorffriedhof in Betrieb - Einfriedung: umlaufend Bruchsteinmauer, teilweise verputzt, Abdeckung Biberschwanz. Eingang von Südosten (gemauerte Pylone, verputzt, mit Abdeckung Biberschwanz, Holzlattentor) - Nebengebäude (Leichenhalle) südöstlich des Portals, integriert in Umfassungsmauer - lockere Gräberbelegung (dazwischen Rasen) - Vegetation: landschaftsprägender Großbaumbestand, darunter akzentuierende Linde (Altbaum) an der Südwestecke sowie Chamaecyparis (Stammdurchmesser ca. 80 cm) | 08966534 |
| Direkt Bild zu diesem Denkmal hochladen | Einfriedungsmauer, Leichenhaus und Grabstelle der Pfarrersfamilie Müller mit Einfassung (Einzeldenkmale der Sachgesamtheit 08966534)                            | Höfgener Dorfstraße 21 (Karte)     | 19. Jahrhundert | Einzeldenkmale der Sachgesamtheit Friedhof Höfgen; ortsgeschichtlich von Interesse. - Einfriedung: Bruchstein-Mauerwerk mit schräger Ziegeldeckung, zwei Torpfeiler mit Dekor-Firstziegeln - Grab Pfarrersfamilie Müller aus Rochlitzer Porphyrtuff und zwei Kupferplatten: Arthur 1921–1941 (Nord-Afrika) und Einfassung - Grab Bürgermeister Julius Robert Döge (16. Mai 1831 – 12. Juli 1925) und Einfassung | 09302389 |
| Weitere Bilder                          | Wohnhaus, mit Hochwassermarke | Zur Fähre 1 (Karte)                | 1926 | Fährwohnhaus mit ortsgeschichtlicher Bedeutung, Seltenheits- und Dokumentationswert, Zeugnis für die Volksbildung. Zweigeschossig, Obergeschoss verbrettert, 1930er Jahre Umbau, saniert. | 08966530 |

## Tabellenlegende
- Bild: Bild des Kulturdenkmals, ggf. zusätzlich mit einem Link zu weiteren Fotos des Kulturdenkmals im Medienarchiv Wikimedia Commons. Wenn man auf das Kamerasymbol klickt, können Fotos zu Kulturdenkmalen aus dieser Liste hochgeladen werden:
- Bezeichnung: Denkmalgeschützte Objekte und ggf. Bauwerksname des Kulturdenkmals
- Lage: Straßenname und Hausnummer oder Flurstücknummer des Kulturdenkmals. Die Grundsortierung der Liste erfolgt nach dieser Adresse. Der Link (Karte) führt zu verschiedenen Kartendiensten mit der Position des Kulturdenkmals. Fehlt dieser Link, wurden die Koordinaten noch nicht eingetragen. Sind diese bekannt, können sie über ein Tool mit einer Kartenansicht einfach nachgetragen werden. In dieser Kartenansicht sind Kulturdenkmale ohne Koordinaten mit einem roten bzw. orangen Marker dargestellt und können durch Verschieben auf die richtige Position in der Karte mit Koordinaten versehen werden. Kulturdenkmale ohne Bild sind an einem blauen bzw. roten Marker erkennbar.
- Datierung: Baubeginn, Fertigstellung, Datum der Erstnennung oder grobe zeitliche Einordnung entsprechend des Eintrags in der sächsischen Denkmaldatenbank
- Beschreibung: Kurzcharakteristik des Kulturdenkmals entsprechend des Eintrags in der sächsischen Denkmaldatenbank, ggf. ergänzt durch die dort nur selten veröffentlichten Erfassungstexte oder zusätzliche Informationen
- ID: Vom Landesamt für Denkmalpflege Sachsen vergebene, das Kulturdenkmal eindeutig identifizierende Objekt-Nummer. Der Link führt zum PDF-Denkmaldokument des Landesamtes für Denkmalpflege Sachsen. Bei ehemaligen Kulturdenkmalen können die Objektnummern unbekannt sein und deshalb fehlen bzw. die Links von aus der Datenbank entfernten Objektnummern ins Leere führen. Ein ggf. vorhandenes Icon  führt zu den Angaben des Kulturdenkmals bei Wikidata.